# Bert de Kort
Gijsbert „Bert“ de Kort (* 4. September 1942 in Amsterdam) ist ein niederländischer Musiker des Traditional Jazz (Kornett).
De Kort begann im Alter von 15 Jahren mit dem Kornettspiel. Er begann seine berufliche Laufbahn in den US-Forces-Clubs in Frankreich und Deutschland. Um 1967 war er Teil der Stork Town Dixie Kids und spielte dann in den USA. Von Trompeter Ray Map empfohlen gehörte er ab 1968 zur Dutch Swing College Band. Dort erlebte er Teddy Wilson und weitere amerikanische Gastsolisten, mit denen er auch auf Platten dokumentiert ist.
Im August 1977 beschloss er, den Jazzclub Jazzland in Amsterdam zu gründen und verließ die Band, in der Ray Kaart wieder an seine Stelle trat. Bis in die 1980er Jahre leitete de Kort mit der Neuauflage der Dixieland Pipers eine hochwertige Dixieland-Band, zu der auch der Klarinettist Jan Morks gehörte. Mit dieser Gruppe hat er mehrere Alben veröffentlicht, eines als Dutch Dixieland Pipers gemeinsam mit dem französischen Stride-Pianisten François Rilhac. 1999 kehrte er in die Dutch Swing College Band zurück, der er bis 2011 angehörte. Aktuell tourt er in anderen Konstellationen durch Europa.